# エンジェル・スノー
『エンジェル・スノー』（原題：하루）は、2001年公開の韓国映画。子どものいない若い夫婦を通して、医療・養子・臓器移植などの問題を扱っている。日本での公開は2002年6月1日。大鐘賞受賞作品。
イタリアの実話をもとに作られたというふれこみだが、実話が難病の子どもを臓器移植によって助けるという話であるのに対し、映画は子どもを臓器業者に売るというストーリーとなっており、「難病の子供」という以外の共通項はない。

## あらすじ
ソギュンとジヌォンは長年、不妊治療を受けていたが成果が上がらなかった。養子縁組を進めようとした矢先にジヌォンの妊娠が判明する。喜ぶ二人だが、医師から子どもが1日の命と告げられる。

## キャスト
| 役名                   | 俳優             | 日本語吹替 |
| ---------------------- | ---------------- | ---------- |
| ソギュン               | イ・ソンジェ     | 中原茂     |
| ジヌォン               | コ・ソヨン       | 北川えり   |
| ジヌォンの叔母         | ユン・ソジョン   | 谷育子     |
| チョ先生（産婦人科医） | キム・チャンワン | 山路和弘   |

- その他の声の吹き替え：野沢由香里／内田直哉／斎藤志郎／さとうあい／津村まこと／阿部桐子／小野健一／桜井敏治／永井誠／佐々木睦／小池亜希子／多緒都／塚本廣子／浅野まゆみ／小暮英麻

## スタッフ
- 原案：ク・ボナン
- 脚本：シム・ヘウォン、パク・ミヨン
- 監督：ハン・ジスン
- 撮影：キム・ソンボク
- 音楽：チョ・ヨンウク
- 制作：Koo & Film